# Sergej Litvinov (1986)
Sergej Sergeevič Litvinov (in russo Сергей Сергеевич Литвинов?; Rostov sul Don, 27 gennaio 1986) è un martellista che dal 2010 rappresenta la Russia dopo aver gareggiato fino al 2008 per la Bielorussia e da allora fino al 2010 per la Germania; è figlio del sovietico Sergej Litvinov, olimpionico nel martello a Seul 1988.

## Biografia
Fino al 15 luglio 2008 ha gareggiato per la Bielorussia, prima di optare per il passaggio alla nazionale tedesca. Il 31 dicembre 2010 diventa rappresentante della nazionale russa.
Nel 2023, l'Athletics Integrity Unit (AIU) annulla i suoi risultati dal 2012 al 2016, in seguito alla sua ammissione di doping in quel periodo.

## Palmarès
| Anno                                                | Manifestazione    | Sede     | Evento              | Risultato | Prestazione | Note                                     |
| --------------------------------------------------- | ----------------- | -------- | ------------------- | --------- | ----------- | ---------------------------------------- |
| In rappresentanza della Bielorussia                 |                   |          |                     |           |             |                                          |
| 2004                                                | Mondiali juniores | Grosseto | Lancio del martello | 9º        | 67,11 m     |                                          |
| 2005                                                | Europei juniores  | Kaunas   | Lancio del martello | 9º        | 69,65 m     |                                          |
| 2007                                                | Europei under 23  | Debrecen | Lancio del martello | 11º       | 64,03 m     |                                          |
| In rappresentanza della Germania                    |                   |          |                     |           |             |                                          |
| 2009                                                | Mondiali militari | Sofia    | Lancio del martello | 5º        | 77,88 m     | Miglior prestazione personale            |
| 2009                                                | Mondiali          | Berlino  | Lancio del martello | 5º        | 76,58 m     |                                          |
| In rappresentanza della Russia                      |                   |          |                     |           |             |                                          |
| 2011                                                | Mondiali          | Taegu    | Lancio del martello | 14º (q)   | 74,80 m     |                                          |
| 2013                                                | Universiadi       | Kazan'   | Lancio del martello | Bronzo    | 78,08 m     |                                          |
| 2013                                                | Mondiali          | Mosca    | Lancio del martello | 11º       | 75,90 m     |                                          |
| 2014                                                | Europei           | Zurigo   | Lancio del martello | Bronzo    | 79,35 m     | Miglior prestazione personale stagionale |
| 2015                                                | Mondiali          | Pechino  | Lancio del martello | 5º        | 77,29 m     | Miglior prestazione personale stagionale |
| In rappresentanza degli Atleti Neutrali Autorizzati |                   |          |                     |           |             |                                          |
| 2017                                                | Mondiali          | Londra   | Lancio del martello | 17º (q)   | 73,48 m     |                                          |

## Altre competizioni internazionali
2015
- Campionati europei a squadre di atletica leggera ( Čeboksary)